# Ray Lankester
Edwin Ray Lankester (15 de mayo de 1847 - 13 de agosto de 1929) fue un naturalista, zoólogo, y algólogo británico.

## Biografía
Lankester fue catedrático de Zoología en el University College de Londres entre 1874 y 1890, catedrático de anatomía comparada en la Universidad de Oxford entre 1891 y 1898, y director del Museo de Historia Natural entre 1898 y 1907. En 1884 fundó la Asociación de Biología marina en Plymouth. Lankester ejerció una gran influencia como profesor y escritor de teorías biológicas, anatomía comparada y evolución. En 1913 fue galardonado con la medalla Copley.

## Obra
Al igual que Francis Balfour, Lankester pertenece a la generación de naturalistas que se formó después de la publicación de El origen de las especies, en cuya aceptación jugaron un papel fundamental las teorías de Ernst Haeckel. En su intento de integrar los datos de la anatomía y la embriología en el marco evolucionista, postuló su “teoría de la plánula” (capas germinales), muy similar a la de la Gastraea de Haeckel.
Según Lankester, existían tres clases animales: Homoblastica (Protozoa), Diploblastica (Coelenterata) y Triploblastica (caracterizada por una tercera capa -el mesodermo- y una cavidad interna a este). Así, a partir de la teoría de las capas germinales, Lankester demostraba la monofilia de todos los tripoblásticos.

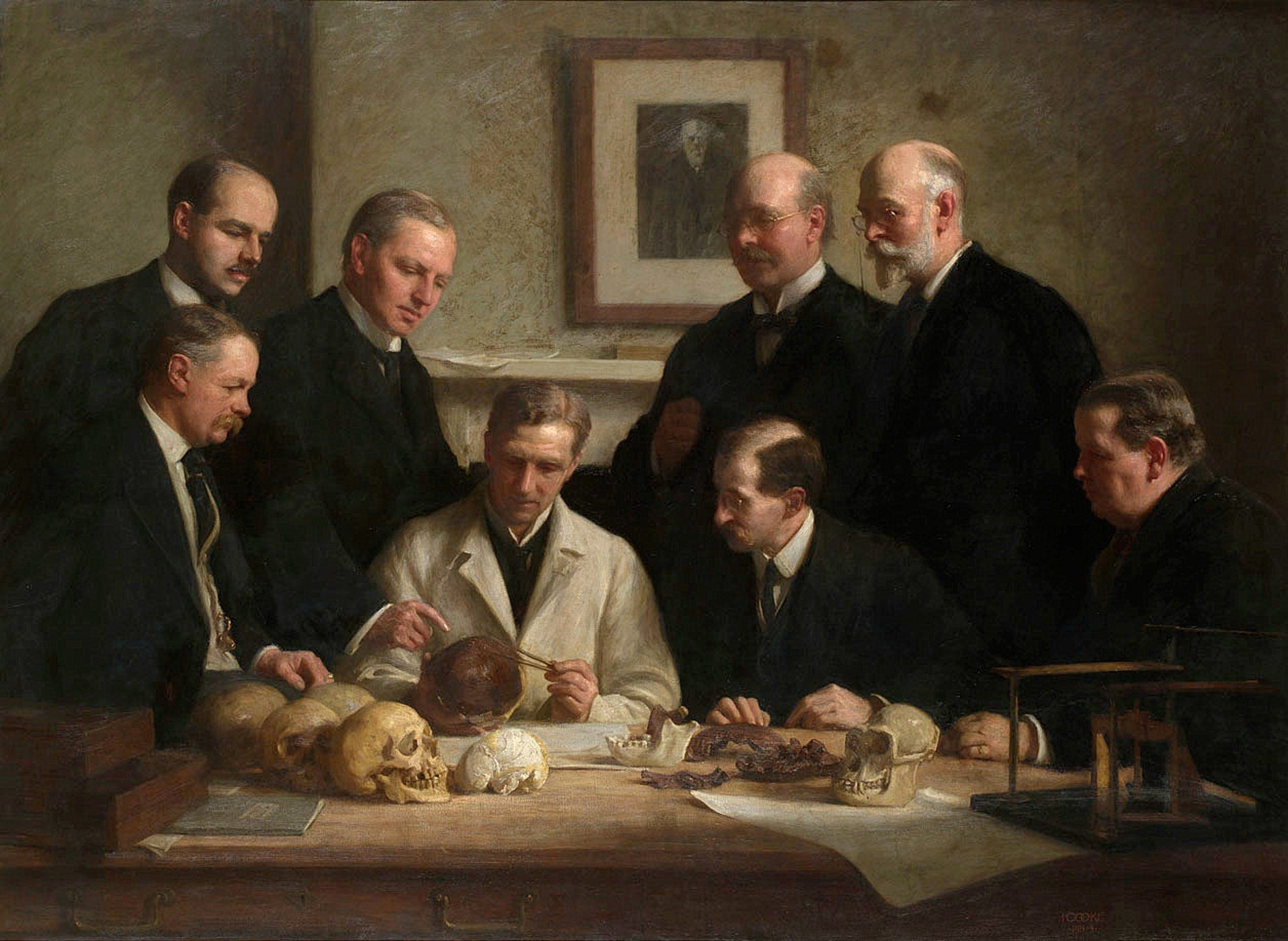
En la fila de atrás, de izquierda a derecha, F. O. Barlow, G. Elliot Smith, Charles Dawson, Arthur Smith Woodward. En la de enfrente: A. S. Underwood, Arthur Keith, W. P. Pycraft y Sir Ray Lankester.

## Honores
Editor
- Quarterly Journal of Microscopical Science (a partir de 1860)
- Treatise on Zoology (1900-1909)
- memorias de Thomas Henry Huxley (1825-1895)

### Eponimia
- (Orchidaceae) Stenotyla lankesteriana (Pupulin) Dressler[1]

## Trivia
Ray Lankester estuvo presente en el funeral de Karl Marx el 17 de marzo de 1883, en Londres.

## Abreviatura (zoología)
La abreviatura Lankester  se emplea para indicar a Ray Lankester como autoridad en la descripción y taxonomía en zoología.

- La abreviatura «Lank.» se emplea para indicar a Ray Lankester como autoridad en la descripción y clasificación científica de los vegetales.[3]